# Гардгайм
Гардгайм (нім. Hardheim) — громада в Німеччині, знаходиться в землі Баден-Вюртемберг. Підпорядковується адміністративному округу Карлсруе. Входить до складу району Неккар-Оденвальд.
Площа — 87,03 км2. Населення становить 6724 ос. (станом на 31 грудня 2020).